# Paul Newton
Paul Newton, född 21 februari 1945 i Andover, Hampshire, är en brittisk basist. Newton var med i uruppsättningen av rockgruppen Uriah Heep. Han hade tidigare spelat tillsammans med Ken Hensley och Lee Kerslake i The Gods. Newtons far var skivbolagsdirektör och hamnade i konflikt med Uriah Heeps manager Gerry Bron. På grund av konflikten lämnade Newton gruppen efter deras tre första album.